# Palito siempre primero (álbum)
Palito siempre primero es el segundo álbum de estudio del cantautor argentino Palito Ortega. Fue publicado en Argentina en el año 1963 por la discográfica Vik. El LP está integrado por 12 canciones de su autoría o en colaboración con otros autores como Dino Ramos y Chico Novarro. De este disco se destacaron exitosamente las canciones Sabor a nada, Despeinada y Decí porque no queres.
Para esta producción grabó con Oscar Toscano Y Su Orquesta.

## Lista de canciones
| Lado A |                         |                              |          |  |
| N.º    | Título                  | Escritor(es)                 | Duración |  |
| 1.     | «Estar enamorado»       | Palito Ortega, Dino Ramos    | 2:16     |  |
| 2.     | «Bonito amor»           | Palito Ortega, Dino Ramos    | 2:10     |  |
| 3.     | «Sabor a nada»          | Palito Ortega, Dino Ramos    | 2:55     |  |
| 4.     | «Despeinada»            | Chico Novarro, Palito Ortega | 2:29     |  |
| 5.     | «Estamos tristes»       | Dino Ramos, Palito Ortega    | 3:03     |  |
| 6.     | «Decí porque no queres» | Palito Ortega, Dino Ramos    | 2:03     |  |

| Lado B |                    |                              |          |  |
| N.º    | Título             | Escritor(es)                 | Duración |  |
| 1.     | «Es un secreto»    | Palito Ortega, Dino Ramos    | 2:27     |  |
| 2.     | «Si te ven llorar» | Palito Ortega, Dino Ramos    | 2:34     |  |
| 3.     | «Sin timón»        | Palito Ortega, Dino Ramos    | 2:09     |  |
| 4.     | «Todo es amor»     | Palito Ortega, Dino Ramos    | 2:22     |  |
| 5.     | «Es hermoso vivir» | Palito Ortega, Dino Ramos    | 2:02     |  |
| 6.     | «Niñera nueva ola» | Palito Ortega, Chico Novarro | 1:51     |  |

## Créditos[2]
- Palito Ortega - Voz, composición.
- Dino Ramos - composición.
- Oscar Toscano Y Su Orquesta - Arreglos y Dirección orquestal

## Ediciones
Según esta registrado en Discogs hubo ediciones de este álbum en Argentina, Uruguay y Venezuela. En el caso de la edición venezolana, fue editado por RCA Victor, y tiene una portada alternativa, que difiere de la edición original argentina. En esta Sale el perfil de Ortega sobre un fondo blanco con el clásico sello del perro Nipper al lado del gramófono. En esta edición el disco se tituló Palito Ortega.Es destacable que en España se publicó un EP con 4 de las canciones que integraron el álbum:  Despeinada, Estamos tristes, Decí porque no queres y Bonito amor.

## Sencillos y EPs
El disco tuvo la publicación de los siguientes sencillos y EP:

#### Es un secreto / es hermoso[6]
| Palito Ortega – Es Un Secreto / Es Hermoso Vivir |                    |        |          |  |
| N.º                                              | Título             | Lado   | Duración |  |
| 1.                                               | «Es Un Secreto»    | Lado A | 2:27     |  |
| 2.                                               | «Es Hermoso Vivir» | Lado B | 02:02    |  |

#### Sin timón / Estar enamorado[7]
| Palito Ortega – Sin Timón / Estar Enamorado |                   |        |          |  |
| N.º                                         | Título            | Lado   | Duración |  |
| 1.                                          | «Sin Timón»       | Lado A | 2:09     |  |
| 2.                                          | «Estar Enamorado» | Lado B | 2:16     |  |

#### Estamos Tristes / Niñera Nueva Ola[8]
| Palito Ortega – Estamos Tristes / Niñera Nueva Ola |                    |        |          |  |
| N.º                                                | Título             | Lado   | Duración |  |
| 1.                                                 | «Estamos Tristes»  | Lado A | 3:03     |  |
| 2.                                                 | «Niñera Nueva Ola» | Lado B | 1:51     |  |

#### Palito Ortega – Bonito Amor / Decí Porque No Queres[9]
| Palito Ortega – Bonito Amor / Decí Porque No Queres |                         |        |          |  |
| N.º                                                 | Título                  | Lado   | Duración |  |
| 1.                                                  | «Bonito Amor»           | Lado A | 2:10     |  |
| 2.                                                  | «Decí Porque No Queres» | Lado B | 2:03     |  |

#### Sabor a nada / Todo es amor[10]
| Palito Ortega – Sabor a nada / Todo es amor |                |        |          |  |
| N.º                                         | Título         | Lado   | Duración |  |
| 1.                                          | «Sabor a nada» | Lado A | 2:55     |  |
| 2.                                          | «Todo es amor» | Lado B | 2:22     |  |

#### Despeinada / Estamos Tristes / Decí Porque No Queres / Bonito Amor[11]
| Palito Ortega – Despeinada / Estamos Tristes / Deci Porque No Queres / Bonito Amor |                         |        |          |  |
| N.º                                                                                | Título                  | Lado   | Duración |  |
| 1.                                                                                 | «Despeinada»            | Lado A | 2:29     |  |
| 2.                                                                                 | «Estamos Tristes»       | Lado A | 3:03     |  |
| 3.                                                                                 | «Decí Porque No Queres» | Lado B | 2:03     |  |
| 4.                                                                                 | «Bonito Amor»           | Lado B | 2:10     |  |